# Twelve Miles Out
Twelve Miles Out (bra: Pirata Amoroso) é um filme mudo estadunidense de 1927, do gênero drama, dirigido por Jack Conway, e estrelado por John Gilbert. O roteiro de A. P. Younger foi baseado na peça teatral homônima de 1925, de William Anthony McGuire.

## Sinopse
Jerry Fay (John Gilbert) é um contrabandista que expropria a casa de uma garota da alta sociedade, Jane (Joan Crawford), por causa de suas atividades ilícitas. Enquanto está capturada, Jane lentamente começa a se apaixonar por Jerry.

## Elenco
- John Gilbert como Jerry Fay
- Ernest Torrence como Red McCue
- Joan Crawford como Jane
- Eileen Percy como Maizie
- Paulette Duval como Trini
- Dorothy Sebastian como Chiquita
- Gwen Lee como Hulda
- Edward Earle como John Burton
- Bert Roach como Luke

## Recepção

### Bilheteria
De acordo com os registros da Metro-Goldwyn-Mayer, o filme arrecadou US$ 655.000 nacionalmente e US$ 238.000 no exterior, totalizando US$ 893.000 mundialmente. O retorno lucrativo da produção foi de US$ 431.000.